# Ty Panitz
Ty Panitz (Santa Clara, 8 aprile 1999) è un attore statunitense.

## Biografia
Ha fatto il suo debutto nel mondo del cinema nel ruolo di Ethan Beardsley nel film I tuoi, i miei e i nostri (2005). 
Panitz ha ottenuto il successo interpretando il ruolo di Parker, il figlio del detective Booth nella serie Bones. Ha anche recitato nei film Stolen - Rapiti ed ha prestato la voce a Mudbud nei film sui Supercuccioli.

## Vita privata
Ty Panitz è imparentato con Babe Ruth.
Ha tre fratelli minori: Parris, Sawyer e Cannon.

## Filmografia

### Cinema
- I tuoi, i miei e i nostri (Yours, Mine & Ours), regia di Raja Gosnell (2005)
- Come mangiare i vermi fritti (How to Eat Fried Worms), regia di Bob Dolman (2006)
- Perché te lo dice mamma (Because I Said So), regia di Michael Lehmann (2007)
- Stolen - Rapiti (Stolen Lives), regia di Anders Anderson (2009)

### Televisione
- E.R. - Medici in prima linea (ER) - serie TV, 1 episodio (2006)
- The Angriest Man in Suburbia, regia di Barnet Kellman - film TV (2006)
- Til Death - Per tutta la vita ('Til Death) - serie TV, 1 episodio (2008)
- NCIS - Unità anticrimine (NCIS) - serie TV, episodio 7x09 (2009)
- Players - serie TV, 1 episodio (2010)
- CSI: Miami - serie TV, 2 episodi (2012)
- Bones - serie TV, 12 episodi (2005-2013)

### Doppiatore
- Supercuccioli a Natale - Alla ricerca di Zampa Natale (Santa Buddies), regia di Robert Vince (2009)
- Kingdom Hearts Birth by Sleep (2010) - videogioco
- Supercuccioli - Un'avventura da paura! (Spooky Buddies), regia di Robert Vince (2011)
- Supercuccioli a caccia di tesori (Treasure Buddies, regia di Robert Vince (2012)
- Supercuccioli - I veri supereroi (Super Buddies), regia di Robert Vince (2013)

## Doppiatori italiani
Nelle versioni in italiano delle opere in cui ha recitato, Ty Panitz è stato doppiato da:
- Leonardo Caneva in Bones
- Gabriele Caprio in Bones (ep. 7x10)
- Manuel Meli ne I tuoi, I miei e i nostri
- Ruggero Valli in Perché te lo dice mamma
- Francesco Ferri in CSI: Miami

Da doppiatore è sostituito da: 
- Laura Latini in Supercuccioli a Natale - Alla ricerca di Zampa Natale[2], Supercuccioli - Un'avventura da paura![3], Supercuccioli a caccia di tesori[4]
- Tatiana Dessi in Supercuccioli - I veri supereroi